# Meeting de Paris 2019
Navigation
Édition précédente Édition suivante
Le Meeting de Paris 2019 se déroule le 24 août 2019 au Stade Charléty de Paris, en France. Il s'agit de la douzième étape de la Ligue de diamant 2019.

## Résultats

### Hommes
| Rang | Athlète             | Temps        | Points |
| ---- | ------------------- | ------------ | ------ |
| 1    | Noah Lyles          | 19 s 65 (MR) | 8      |
| 2    | Ramil Guliyev       | 20 s 01      | 7      |
| 3    | Aaron Brown         | 20 s 13      | 6      |
| 4    | Alex Quiñónez       | 20 s 25      | 5      |
| 5    | Christophe Lemaitre | 20 s 40 (SB) | 4      |
| 6    | Divine Oduduru      | 20 s 50      | 3      |
| 7    | Méba-Mickaël Zeze   | 20 s 88      | 2      |

| Rang | Athlète            | Temps               | Points |
| ---- | ------------------ | ------------------- | ------ |
| 1    | Ronald Musagala    | 3 min 30 s 58 (=NR) | 8      |
| 2    | Ayanleh Souleiman  | 3 min 30 s 66 (SB)  | 7      |
| 3    | Filip Ingebrigtsen | 3 min 31 s 06       | 6      |
| 4    | Jakob Ingebrigtsen | 3 min 31 s 33       | 5      |
| 5    | Bethwell Birgen    | 3 min 31 s 45 (SB)  | 4      |
| 6    | Abdelaati Iguider  | 3 min 31 s 64 (SB)  | 3      |
| 7    | Taoufik Makhloufi  | 3 min 31 s 77 (SB)  | 2      |
| 8    | Stewart McSweyn    | 3 min 31 s 81 (=PB) | 1      |

| Rang | Athlète                 | Temps        | Points |
| ---- | ----------------------- | ------------ | ------ |
| 1    | Daniel Roberts          | 13 s 08      | 8      |
| 2    | Orlando Ortega          | 13 s 14      | 7      |
| 3    | Freddie Crittenden      | 13 s 17 (PB) | 6      |
| 4    | Ronald Levy             | 13 s 22 (SB) | 5      |
| 5    | Pascal Martinot-Lagarde | 13 s 24 (SB) | 4      |
| 6    | Grant Holloway          | 13 s 25      | 3      |
| 7    | Xie Wenjun              | 13 s 46      | 2      |
| 8    | Sergueï Choubenkov      | 13 s 88      | 1      |

| Rang | Athlète         | Marque       | Points |
| ---- | --------------- | ------------ | ------ |
| 1    | Karsten Warholm | 47 s 26      | 8      |
| 2    | Ludvy Vaillant  | 48 s 30 (PB) | 7      |
| 3    | Kyron McMaster  | 48 s 33 (SB) | 6      |
| 4    | Yasmani Copello | 48 s 47 (SB) | 5      |
| 5    | TJ Holmes       | 49 s 04      | 4      |
| 6    | David Kendziera | 49 s 16      | 3      |
| 7    | Thomas Barr     | 49 s 32      | 2      |

| Rang | Athlète                  | Marque             | Points |
| ---- | ------------------------ | ------------------ | ------ |
| 1    | Soufiane El Bakkali      | 8 min 6 s 64       | 8      |
| 2    | Benjamin Kigen           | 8 min 7 s 09       | 7      |
| 3    | Lamecha Girma            | 8 min 8 s 63       | 6      |
| 4    | Chala Beyo               | 8 min 9 s 36       | 5      |
| 5    | Conseslus Kipruto        | 8 min 13 s 75      | 4      |
| 6    | Nicholas Kiptanui Bett   | 8 min 14 s 18      | 3      |
| 7    | Stanley Kipkoech Kebenei | 8 min 14 s 20 (SB) | 2      |
| 8    | Ibrahim Ezzaydouni       | 8 min 14 s 49 (PB) | 1      |

| Rang | Athlète           | Marque       | Points |
| ---- | ----------------- | ------------ | ------ |
| 1    | Michael Mason     | 2,28 m       | 8      |
| 2    | Andriy Protsenko  | 2,28 m (=SB) | 7      |
| 3    | Ilya Ivanyuk      | 2,28 m       | 6      |
| 4    | Mateusz Przybylko | 2,26 m       | 5      |
| 4    | Jeron Robinson    | 2,26 m       | 5      |
| 6    | Mathew Sawe       | 2,26 m       | 3      |
| 7    | Tihomir Ivanov    | 2,23 m       | 2      |
| 7    | Ryo Sato          | 2,23 m       | 2      |

| Rang | Athlète              | Marque        | Points |
| ---- | -------------------- | ------------- | ------ |
| 1    | Will Claye           | 18,06 m (MR)  | 8      |
| 2    | Christian Taylor     | 17,82 m (=SB) | 7      |
| 3    | Omar Craddock        | 17,28 m       | 6      |
| 4    | Hugues Fabrice Zango | 17,14 m       | 5      |
| 5    | Benjamin Compaoré    | 17,05 m (SB)  | 4      |
| 6    | Zhu Yaming           | 16,99 m       | 3      |
| 7    | Nelson Évora         | 16,82 m       | 2      |
| 8    | Alexis Copello       | 16,64 m       | 1      |

| Rang | Athlète           | Marque          | Points |
| ---- | ----------------- | --------------- | ------ |
| 1    | Tomas Walsh       | 22,44 m (MR,SB) | 8      |
| 2    | Joe Kovacs        | 22,11 m         | 7      |
| 3    | Darlan Romani     | 21,56 m         | 6      |
| 4    | Michał Haratyk    | 21,34 m         | 5      |
| 5    | Tomáš Staněk      | 21,30 m (SB)    | 4      |
| 6    | Filip Mihaljević  | 21,22 m         | 3      |
| 7    | Konrad Bukowiecki | 21,20 m         | 2      |
| 8    | Bob Bertemes      | 21,20 m         | 1      |

### Femmes
| Rang | Athlète            | Temps   | Points |
| ---- | ------------------ | ------- | ------ |
| 1    | Elaine Thompson    | 10 s 98 | 8      |
| 2    | Marie-Josée Ta Lou | 11 s 13 | 7      |
| 3    | Dafne Schippers    | 11 s 15 | 6      |
| 4    | Teahna Daniels     | 11 s 16 | 5      |
| 5    | Aleia Hobbs        | 11 s 16 | 4      |
| 6    | Jonielle Smith     | 11 s 17 | 3      |
| 7    | Carolle Zahi       | 11 s 25 | 2      |
| 8    | Natalliah Whyte    | 11 s 25 | 2      |

| Rang | Athlète                 | Temps   | Points |
| ---- | ----------------------- | ------- | ------ |
| 1    | Stephenie Ann McPherson | 51 s 11 | 8      |
| 2    | Kendall Ellis           | 51 s 21 | 7      |
| 3    | Shakima Wimbley         | 51 s 50 | 6      |
| 4    | Phyllis Francis         | 51 s 56 | 5      |
| 5    | Lisanne de Witte        | 51 s 83 | 4      |
| 6    | Christine Botlogetswe   | 52 s 02 | 3      |
| 7    | Déborah Sananes         | 52 s 04 | 2      |
| 8    | Amandine Brossier       | 53 s 29 | 1      |

| Rang | Athlète         | Temps              | Points |
| ---- | --------------- | ------------------ | ------ |
| 1    | Hanna Green     | 1 min 58 s 39      | 8      |
| 2    | Natoya Goule    | 1 min 58 s 39      | 7      |
| 3    | Winnie Nanyondo | 1 min 58 s 83 (SB) | 6      |
| 4    | Olha Lyakhova   | 1 min 59 s 13 (SB) | 5      |
| 5    | Kate Grace      | 1 min 59 s 13 (SB) | 4      |
| 6    | Raevyn Rogers   | 1 min 59 s 50      | 3      |
| 7    | Gudaf Tsegay    | 1 min 59 s 52 (PB) | 2      |
| 8    | Renelle Lamote  | 2 min 0 s 40 (SB)  | 1      |

| Rang | Athlète               | Temps       | Points |
| ---- | --------------------- | ----------- | ------ |
| 1    | Alysha Newman         | 4,82 m (NR) | 8      |
| 2    | Katerina Stefanidi    | 4,75 m      | 7      |
| 3    | Sandi Morris          | 4,75 m      | 6      |
| 4    | Anzhelika Sidorova    | 4,75 m      | 5      |
| 5    | Robeilys Peinado      | 4,65 m      | 4      |
| 6    | Katie Nageotte        | 4,65 m      | 3      |
| 7    | Yarisley Silva        | 4,55 m      | 2      |
| 8    | Ninon Guillon-Romarin | 4,40 m      | 1      |

| Rang | Athlète           | Temps        | Points |
| ---- | ----------------- | ------------ | ------ |
| 1    | Yulimar Rojas     | 15,05 m      | 8      |
| 2    | Liadagmis Povea   | 14,75 m      | 7      |
| 3    | Keturah Orji      | 14,72 m (PB) | 6      |
| 4    | Shanieka Ricketts | 14,71 m      | 5      |
| 5    | Ana Peleteiro     | 14,59 m (PB) | 4      |
| 6    | Kimberly Williams | 14,45 m      | 3      |
| 7    | Olha Saladukha    | 14,30 m      | 2      |
| 8    | Olga Rypakova     | 14,16 m      | 1      |

| Rang | Athlète              | Temps         | Points |
| ---- | -------------------- | ------------- | ------ |
| 1    | Denia Caballero      | 66,91 m       | 8      |
| 2    | Sandra Perković      | 65,01 m       | 7      |
| 3    | Feng Bin             | 64,60 m       | 6      |
| 4    | Kristin Pudenz       | 64,37 m (=PB) | 5      |
| 5    | Valarie Allman       | 63,69 m       | 4      |
| 6    | Mélina Robert-Michon | 62,62 m (SB)  | 3      |
| 7    | Nadine Müller        | 62,32 m       | 2      |
| 8    | Andressa de Morais   | 62,00 m       | 1      |

## Légende
Records et Performances
- AR : Record continental (area record)
- CR : Record des championnats (championship record)
- MR : Record du meeting (meet record)
- NR : Record national (national record)
- OR : Record olympique (olympic record)
- PR : Record paralympique (paralympic record)
- PB : Record personnel (personal best)
- SB : Meilleure performance personnelle de la saison (season's best)
- WL : Meilleure performance mondiale de l'année (world leader)
- WJR : Record du monde junior (world junior record)
- WR : Record du monde (world record)

Circonstances et Conditions
- DNF : N'a pas terminé (did not finish)
- DNS : N'a pas pris le départ (did not start)
- DQ : Disqualification (disqualification)
- NM : Aucun essai valable enregistré (No Mark)
- Q : Qualifié « directement » au prochain tour (ou à la prochaine compétition), lors d'une compétition majeure, grâce au classement ou à la réalisation des minima (automatic qualifier)
- q : Qualifié au prochain tour (ou à la prochaine compétition), lors d'une compétition majeure, grâce au repêchage ou à la réalisation de l'une des meilleures performances parmi celles des « non qualifiés directement » (grâce au meilleur temps ou à la meilleure distance par exemple) (secondary qualifier)